# Johan Fredrik Bygler
Johan Fredrik Bygler, född 1821, död 19 januari 1876 i Stockholm, var en svensk konstnär och yrkesmålare.
Bygler målade en större mängd landskapstavlor i olja. På Stockholms stadsmuseum finns en oljemålning med motiv från Stockholm föreställande en utsikt från Karlbergskanalen mot Ulvsundasjön. Han är även representerad i Uppsala universitetsbibliotek med teckningar. 